# Proklamation von Islaz

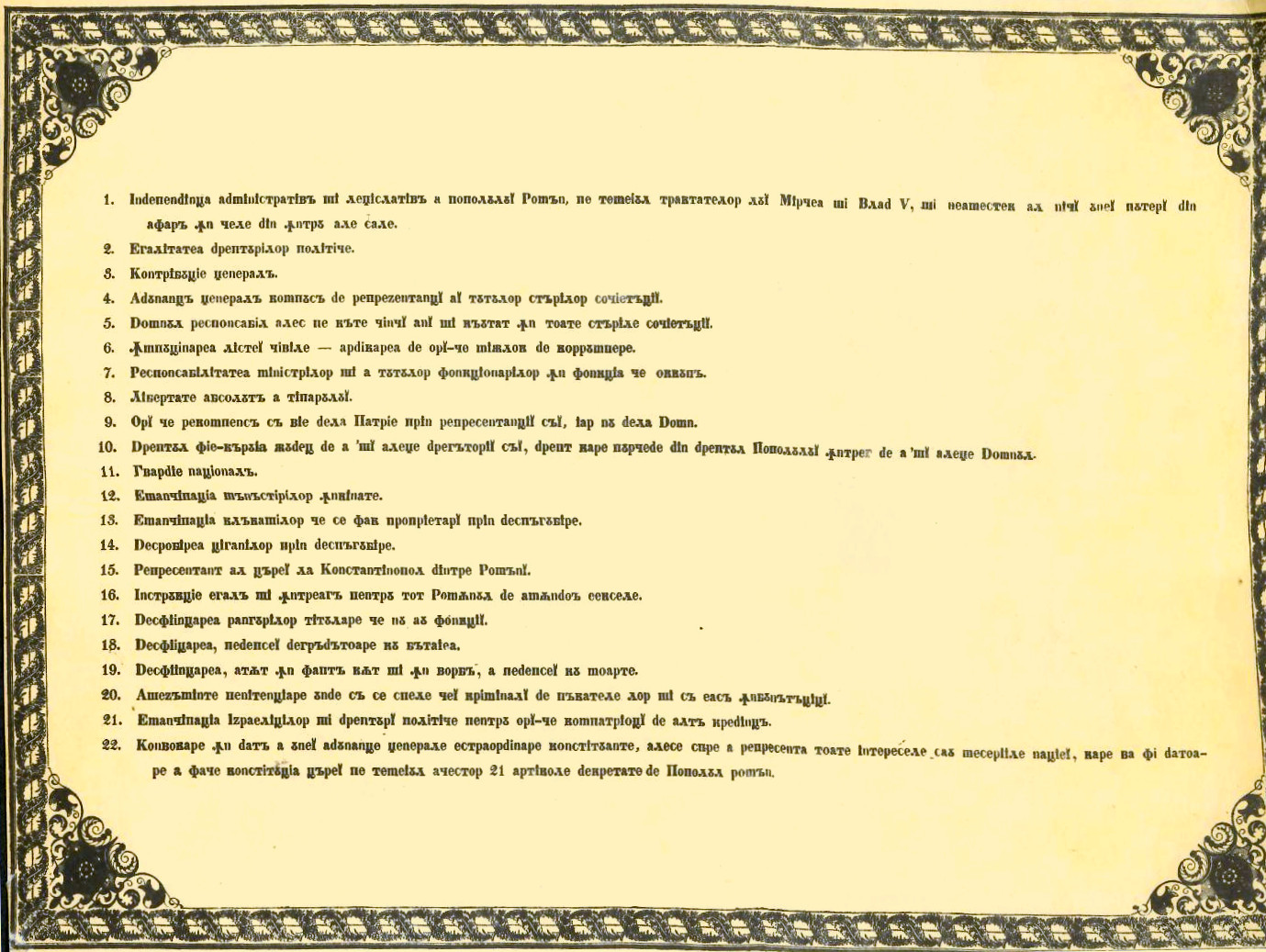
Text der Proklamation von Islaz in kyrillisch geschriebenem Rumänisch

Die Proklamation von Islaz war ein Dokument, in dem die rumänischen Revolutionäre von 1848 ihre auf die Walachei bezogenen Forderungen zusammenfassten. Sie gilt als programmatische Grundlage der Revolution von 1848 in der Walachei.

## Entstehung
Am 10. Junijul. / 22. Juni 1848greg. versammelten sich im an der Donau gelegenen Ort Islaz 30.000 bis 40.000 walachische Bauern, aus Frankreich zurückgekehrte Intellektuelle sowie ein Teil des walachischen Heeres unter dem Kommandanten Christian Tell und verabschiedeten ihre Forderungen zur revolutionären Umgestaltung der Walachei. Auf der Versammlung konstituierte sich auch eine provisorische Regierung, die aus Ion Heliade-Rădulescu, Nicolae Golescu und Christian Tell bestand. Zwei Tage nach der Versammlung revoltierte auch die Hauptstadt des Fürstentums, Bukarest, und die provisorische Regierung wurde zum Bestandteil der dortigen „Statthalterschaft“. Diese revolutionäre Regierung blieb drei Monate lang im Amt. Heliade-Rădulescu verlas den Text der Proklamation in Islaz. Die Proklamation wurde in 8.000 Exemplaren gedruckt, ferner wurden 105 Kommissare beauftragt, ihren Inhalt der Landbevölkerung zu erläutern, die damals meist analphabetisch war.

## Inhalt
Die Proklamation umfasst insgesamt 43 Absätze und ist in einen eher argumentativen, einen appellativen und einen programmatisch – informativen Teil gegliedert. Ihr Text enthält Bezüge auf Christentum und Aufklärung. Das Volk, verstanden als Gemeinschaft von Bürgern, wird zur souveränen Macht erklärt. Die Kontrolle auswärtiger Mächte über die Walachei soll ein Ende haben; dies waren zum damaligen Zeitpunkt das Osmanische und das Russische Reich. Diese Forderung wird aber sehr vorsichtig formuliert. Das Volk soll einen Herrscher für die Dauer von fünf Jahren wählen, ferner soll die Walachei einen Gesandten zur Hohen Pforte in Istanbul entsenden. Es soll Presse- und Bewegungsfreiheit herrschen, das Eigentum soll garantiert werden, die Steuerpflicht soll universal, auch für Bojaren, gelten, eine verfassunggebende Versammlung soll von allen Gesellschaftsschichten gewählt werden, Männer und Frauen sollen gleichen und kostenlosen Zugang zu Bildung erhalten, alle Religionsgemeinschaften sollen gleichgestellt werden, die Todesstrafe sowie Körperstrafen werden abgeschafft. Fronbauern sollen eigenes Land erhalten, die Landbesitzer aber dafür entschädigt werden, die Leibeigenschaft der Roma auf Staatsland und Kirchengütern soll abgeschafft, im privaten Bereich aber beibehalten werden. Dem gewählten Herrscher soll eine in freier Wahl bestimmte Nationalversammlung gegenüberstehen. Der Text enthält auch den Namen des Landes als Ţeara română
und die Landesfarben. Auch die Einrichtung einer Nationalbank wird erwähnt. Die Proklamation schließt mit der Aufforderung, mit Waffen für die Freiheit zu kämpfen.

## Konsequenzen
Der walachische Fürst Gheorghe Bibescu unterzeichnete die Proklamation am Tag nach ihrer Verabschiedung und verließ danach das Land.
Von den Gegnern wurde der Text als „liberal“ und „nach Sozialismus riechend“ abgelehnt. In der Frage des Grundeigentums agierten die Revolutionäre eher gemäßigt, um die Großgrundbesitzer nicht zu verärgern. Unter den Revolutionären gab es ein gemäßigtes Lager um Rădulescu sowie ein radikaleres um Nicolae Bălcescu. Uneinigkeit herrschte in der Frage des Verhältnisses zu den Großmächten, die die Oberherrschaft über die Walachei ausübten. Teilweise befürworteten sie die Suzeränität unter dem Osmanischen Reich, teilweise eine Republik im Bündnis der europäischen Republiken. Insbesondere das von Russland oktroyierte „Organische Reglement“ wurde abgelehnt. Die Leibeigenschaft wurde im Juli 1848 abgeschafft, aber durch Pachtverträge der Bauern mit den Großgrundbesitzern ersetzt, die diese weiter in Abhängigkeit hielten. Ein walachischer „Gesandter“ in Istanbul wurde ernannt. Im September 1848 besetzten osmanische Truppen die Walachei und beendeten die Erhebung. Die meisten Revolutionäre konnten ins Ausland fliehen, viele gelangten zunächst auf die Insel Chios. Von dort aus machte insbesondere Heliade-Rădulescu weiterhin publizistisch auf die Lage in der Walachei aufmerksam, bis er wie Golescu und Tell Ende der 1850er Jahre in seine Heimat zurückkehrte.